# Poggio (Camporgiano)
Poggio (già Poggio San Terenzo) è una frazione del comune italiano di Camporgiano, nella provincia di Lucca, in Toscana.

## Geografia fisica
Il borgo è situato nella regione storica della Garfagnana, a circa 450 m d'altitudine addossato al colle della Capriola e lambito dal torrente Edron, affluente del Serchio.

## Origini del nome
Il nome attuale Poggio deriva dal latino "podium" con l'accezione di "colle fortificato", in riferimento alla rocca alto-medievale, non più esistente, eretta sul colle della Capriola che domina l'abitato.

## Storia
Il paese di Poggio si distende sul versante orientale del colle della Capriola, uno sperone roccioso di origine lavica formatosi in epoca preistorica e ubicato  in prossimità di un nodo viario romano e preromano; la via di comunicazione che proviene dal versante marittimo delle Alpi Apuane attraverso il passo della Tambura, la via che risale il crinale appenninico fino al passo delle Radici diretta verso Modena e il collegamento, attraverso Pradarena, tra l'Etruria settentrionale e la cosiddetta Etruria padana.
Proprio sul colle della Capriola uno scavo archeologico condotto nel 1984 ha permesso di identificare un abitato ligure risalente all'età del bronzo e sviluppatosi ulteriormente fra il III e il II secolo a.C., alla vigilia della conquista romana. Questa primitiva comunità scomparve, interrompendo lo sviluppo del borgo, a seguito della deportazione di massa che i Romani effettuarono a danno dei Liguri Apuani a partire dalla loro vittoria nel 180 a.C.
Con la romanizzazione della Garfagnana e la successiva era cristiana nacquero e si svilupparono nella valle nuovi insediamenti; le fonti medievali rivelano che era presente in loco un'importante pieve, la «Plebs Sancti Terenti», sulla cui esatta ubicazione gli storici hanno a lungo speculato. Le pievi altomedievali, ovvero le chiese che avevano il privilegio del battesimo, sorsero dapprima presso i nodi viarii, così da poter essere raggiunte a partire da varie comunità, e di conseguenza anche in luoghi originariamente isolati, ma che vedevano presto crescere intorno alla pieve nuovi insediamenti. Da qui l'ipotesi assai suggestiva che la pieve si trovasse nel sito chiamato la Villa, a meno di due chilometri dall'odierno abitato di Poggio, e dove sorge la romanica chiesetta di San Biagio, un tempo intitolata a Santa Maria di Rogiana.
Alcune pergamene del X secolo citano la «ecclesia Sancti Terentii et Sancti Johannis Baptiste [...] plebem battisimalis sito Rogiana», mentre dopo l'anno mille la chiesa perse il privilegio del battesimo, che venne assegnato alla pieve di San Pietro a Careggine, ma continuò a esistere insieme alla sua piccola comunità. I nobili di Careggine e Bacciano fortificarono il colle della Capriola e intorno alla fortificazione cominciò a sorgere un abitato: il Poggio San Terenzo. Nel 1307 il comune, ormai soggiogato dai lucchesi, verrà citato come «Sancto Terentio sue de Sancta Maria de Rojana».
Quando nel XIII secolo Lucca arrivò a sottomettere tutta la Garfagnana e la divise in vicarie, Poggio entrò nella vicaria di Camporgiano. Inglobata dal 1446 nel dominio estense insieme alla maggior parte della Garfagnana, così giungerà all'unità d'Italia.
Nonostante Santa Maria di Rogiana avesse nel Trecento riottenuto il privilegio battesimale, la popolazione, decimata dalla peste, finì per spostarsi nell'attiguo abitato intorno al Poggio e vi fondò un oratorio dedicato a Santa Maria. Tra il 1715 e il 1760 fu edificata una nuova chiesa parrocchiale, che risultò staccata di un buon tratto dal campanile rimasto nella sede originaria, dedicata a Santa Maria Assunta. Quest'ultima venne distrutta dai bombardamenti della seconda guerra mondiale e ricostruita nel 1952 su iniziativa del poggese Paolo Bertoli.

## Monumenti e luoghi d'interesse

##### Chiesa di San Biagio
A meno di due chilometri dal paese di Poggio, in località La Villa, si trova la suggestiva piccola chiesa romanica di San Biagio, una delle più antiche della Valle del Serchio, con un recinto di mura che racchiude il minuscolo sagrato. A pianta rettangolare e navata unica, con una facciata scalpellinata a bozze e un portale di arenaria, presenta sulla destra della facciata una vela campanaria che fu edificata per sostituire l’originario campanile crollato nel terremoto del 1739. Da notare anche il bel portone di castagno spartito in quattro formelle. Nell'interno si trova a destra il fonte battesimale costituito da un fusto a colonna in pietra serena lavorata a spirale, con vasca battesimale circolare in marmo bianco del secolo XVI.
La chiesa, fondata probabilmente dai bizantini ai primi del 600, conobbe un periodo di splendore con i Longobardi quando divenne sede della «plebs S. Terenti» al servizio del territorio Rogianus dominato dal centro fortificato di Roggio. Interessante notare la dedica a San Terenzio, vescovo di Luni e evangelizzatore del territorio, e con questo appellativo viene citata in una pergamena del 958 «ecclesia Sancti Terentii et Sancti Johannis Baptiste [...] plebem battisimalis sito Rogiana». In documenti ufficiali del XII secolo la chiesa compare invece come Santa Maria di Rogiana, avendo perso con il titolo di San Terenzio anche la funzione battesimale ed essendo divenuta cappella della Plebs Fustiana (l'odierna Pieve Fosciana).

##### Chiesa di Santa Maria Assunta
La chiesa parrocchiale di Poggio, dedicata a Santa Maria Assunta si trova al centro del paese ed è stata edificata nel 1952 per sostituire la chiesa distrutta dalle bombe della seconda guerra mondiale. Si tratta di un ampio edificio con pianta a sala e alta facciata cuspidata; l'interno conserva su uno degli altari minori un notevole un bassorilievo con la Madonna col Bambino in terracotta proveniente da San Biagio e forse in origine al centro di un dossale. La terracotta, purtroppo non in buone condizioni, è opera di un autore ancora non identificato ma dell'ambito del Buglioni e databile tra terzo e quarto decennio del Cinquecento. In chiesa è anche un'altra statuetta marmorea settecentesca della Madonna del Carmelo. 

##### Monumenti ai caduti
Sul lato della parrocchiale si trova il monumento dedicato ai caduti di entrambe le guerre mondiali, inaugurato nel 1972. Si tratta di una lapide in pietra serena recante i nomi dei poggesi caduti in guerra e fiancheggiata da un rilievo in bronzo, opera del livornese Vitaliano De Angelis, che raffigura due soldati nell’atto di cadere (evidente nei due soldati il riferimento alle due guerre). L'intero complesso, progettato dall'architetto Piero Pieri, è completato da una vasca in pietra serena al di sotto della lapide.

## Infrastrutture e trasporti
Poggio è attraversato della strada regionale 445 della Garfagnana sulla quale sono svolte autocorse in servizio pubblico a cura di CTT Nord.
Nella parte bassa del paese è inoltre presente la fermata ferroviaria di Poggio-Careggine-Vagli servita dalle corse di Trenitalia che percorrono la ferrovia Lucca-Aulla nell'ambito del contratto di servizio con la Regione Toscana.